# Delays
Die Delays sind eine britische Band aus Southampton. Markant an ihrem Indie-Rock war der ausgesprochen große Stimmumfang des Sängers Greg Gilbert.

## Geschichte
Die Band wurde ursprünglich unter dem Namen Corky gegründet. Nach einem Besetzungswechsel veröffentlichte die Band 2001 unter dem Namen Idoru eine erste EP The Safety in Numbers beim Label Blanco y Negro.
2004 erschien ihr Debütalbum Faded Seaside Glamour, nunmehr beim Label Rough Trade Records und unter dem endgültigen Bandnamen Delays. Das Album erreichte die Top 20 der britischen Albumcharts, und die Band ging in der Folge u. a. mit Franz Ferdinand und den Manic Street Preachers auf Tournee. Auch die darauffolgenden Alben You See Colours (2006) und Everything’s the Rush (2008) platzierten sich in den britischen Charts. Ein weiteres Album aus dem Jahr 2010 konnte sich dagegen nicht mehr platzieren.
2012 begann die Arbeit an einem fünften Studioalbum, das – teils aus familiären Gründen – nicht mehr fertiggestellt wurde. Sänger Greg Gilbert starb im September 2021 an Darmkrebs.

## Diskografie
Alben
- Faded Seaside Glamour (2004)
- You See Colours (2006)
- Everything's the Rush (2008)
- Star Tiger Star Ariel (2010)